# Pierre Jean Louis Dangeard
Pierre Jean Louis Dangeard (Poitiers, 18 de febrero de 1895 - Pléneuf-Val-André, Côtes-d'Armor, 23 de agosto de 1970) fue un botánico, profesor, y algólogo francés. Era hijo del micólogo y algólogo Pierre Clément Augustin Dangeard (1862-1947). Su hermano fue Louis Marie Bernard Dangeard, geólogo y oceanógrafo.
Luego de su licenciatura en Ciencias naturales en 1914, toma parte en la Primera Guerra Mundial donde será herido, recibiendo la Legión de Honor. Recibió la agregación en 1921 y obtuvo su doctorado en 1923 con una tesis titulada: Recherches de biologie cellulaire (évolution du système vacuolaire chez les végétaux) {Investigaciones de Biología Celular (evolución del sistema vacuolar en las plantas).}.
Dangeard se convirtió en especialista en algass, y participó en expediciones marinas dirigidas por Jean-Baptiste Charcot (1867-1936) a bordo del Pourquoi pas ?.

## Algunas publicaciones

### Libros
- 1923. Recherches de biologie cellulaire (évolution du système vacuolaire chez les végétaux). Ed. G. Deberque. 267 pp.
- 1926. Description des péridiniens testacés recueillis par la Mission Charcot pendant le mois d'août 1924. Ed. Blondel La Rougery, París
- 1933. Notice sur les Travaux scientifiques de M. Pierre Dangeard, assistant à la Faculté des sciences de Paris. Ed. Jouve et Cie. 79 pp.
- 1933. Traité d'algologie : introduction à la biologie et à la systématique des algues. Ed. Lechevalier, París
- 1937. Notice sur la vie et les travaux de Camille Sauvageau (1861-1936). Ed. Delmas. 57 pp.
- ---------, raymond Hovasse, j.a. Kitching. 1956. Le vacuome de la cellule végétale: morphologie. Ed. Springer-Verlag. 177 pp.
- 1963. Recherches sur le cycle évolutif de quelques Scytosiphonacées. Le Botaniste. Ed. E. Drouillard. 163 pp.

## Fuente
- Jean Dhombres (dir.) 1995. Aventures scientifiques. Savants en Poitou-Charentes du XVIe au XXe siècle. Les éditions de l’Actualité Poitou-Charentes (Poitiers) : 262 pp. ISBN 2-911320-00-X
- La abreviatura «P.J.L.Dang.» se emplea para indicar a Pierre Jean Louis Dangeard como autoridad en la descripción y clasificación científica de los vegetales.[1]